# Miami (pueblo amerindio)
Los miamis son una tribu india algonquina, cuyo nombre procede del chippewa omaugeg, “pueblo de la península”. Los europeos les llamaron twightwees, que posiblemente procede de twah twah, el canto del cisne, y por confusión con tawa, desnudo,  los llamaron indios desnudos. Se dividían en seis grupos: atchatchatkangouen, kelatika, mengakonkia, pepicokia, wea (de wawiatenong) y piankashaw. Estas dos se independizaron como tribus.

## Localización
Vivían al sur del lago Míchigan, en el NE de Illinois y Norte de Indiana, y en las orillas del río Kalamazoo. Los weas vivían en las cercanías del actual Chicago, de donde se trasladarían a las orillas del río Wabash. En cuanto a los piankashaw, vivían en el Wabash inferior. Actualmente, las tres tribus viven en Oklahoma.

## Demografía
En 1695 eran unos 4500 individuos, pero el número menguó enormemente, y en 1887 únicamente se apuntaron 64 nombres en el rol tribal (350 en la Subagencia Quapaw). En 1937 eran 1390 y en 1960 totalizaban 305 miamis y 700 weas en Oklahoma. En 1990 eran unos 500 en Oklahoma, pero según Asher, en 1980 sumaban unos 2000 con los illinois, weas y piankashaw.
Según datos de la BIA de 1995, en la Reserva Miami de Oklahoma había 341 habitantes (1574 en el rol tribal). Según el censo de los Estados Unidos de 2000, estaban censados 6417 miamis.

## Costumbres
Su sistema social se basaba en clanes exogámicos, y los jefes de los clanes también eran miembros del consejo del poblado. Uno de ellos era escogido caudillo civil. El caudillo guerrero era elegido por su habilidad y dirigía las incursiones.
El principal alimento de su dieta era un particular tipo de maíz, considerado como mejor que el que cultivaban sus vecinos. Durante el verano ocupaban poblados permanentes de carácter agrícola, y durante el invierno se desplazaban a las llanuras con otras tribus, a fin de cazar el bisonte. 
Vivían en habitáculos cubiertos de matorral, similares a los de las tribus de sus alrededores, y además cada poblado tenía una casa grande donde celebraban consejos y otras ceremonias. Los piankashaw, sin embargo, eran culturalmente más parecidos a los kikapús y winnebagos.
También celebraban el Midewiwin o Gran Sociedad de Medicina, organización secreta donde los miembros de la misma se creían capaces de proporcionar bienestar a la tribu y curar la melancolía. Eran importantes en las ceremonias los amuletos medicinales sagrados y otros objetos mágicos .

## Historia

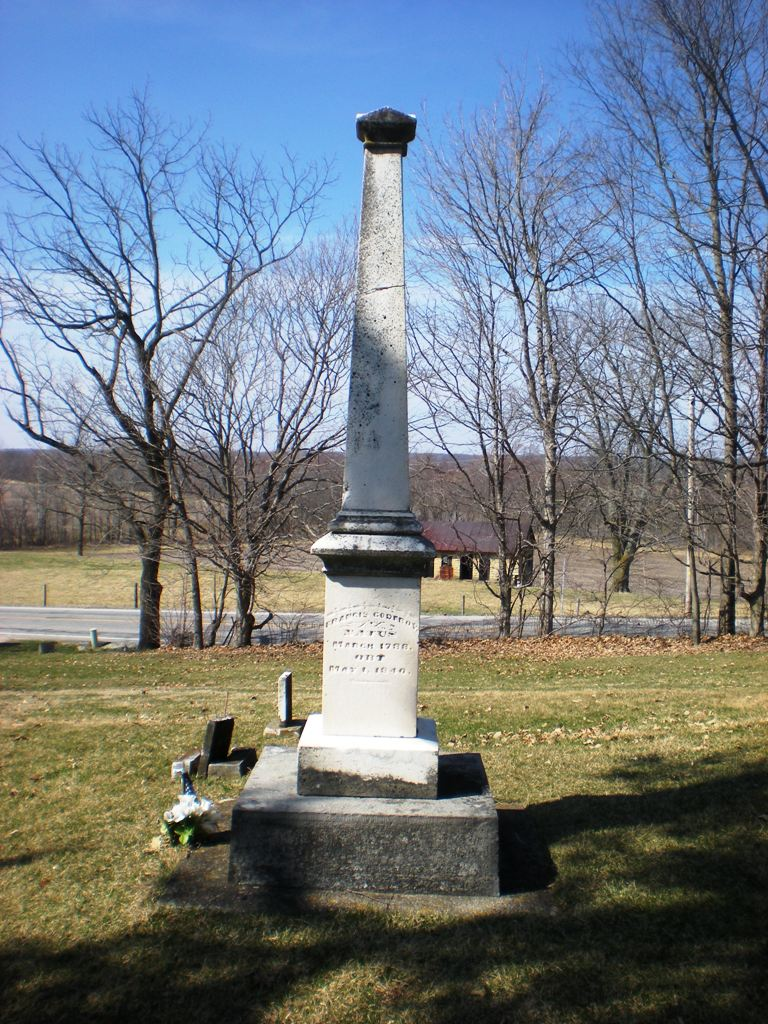
La tumba del jefe miami Francis Godfroy ubicado en el Cementerio General Francisco Godfroy, Miami County, Indiana.

Cuando les visitó el francés Gabrielle Druillettes en 1658, estaban establecidos en la región de la bahía de Green Bay, en el lago Míchigan, pero hacia 1670, presionados por los siux, la Confederación Iroquesa, chippewaa y otras tribus, marcharon a Detroit y a las riberas de los ríos Fox y Saint Joseph.
Mantenían buenas relaciones con los ottawas, chippeweaa y potawatomis, formando la Liga de los Seis Fuegos a fin de defenderse de los iroqueses. En 1748 firmaron con los británicos el Tratado de Lancaster. Así, en 1748-1752 el caudillo La Demoiselle u Old Briton dirigió desde la ciudad de Pickawillany una revuelta contra los franceses, confederados con los weas, ottawas, potawatomis, piankashaw y kikapús. Pero Charles Langlade atacó la ciudad y quemó vivo al caudillo.
Durante la revuelta de Pontiac en 1763, le apoyaron contra los ingleses. Durante la Guerra de Independencia ayudaron a Gran Bretaña, liderados por Pequeña Tortuga, y rechazaron pactar con los colonos; entre 1783 y 1790 mataron 1500 colonos. En 1790, Pequeña Tortuga venció a Josiah Harmar, y el 2 de noviembre de 1791 a Arthur Saint Clair, provocando 600 muertos y 300 heridos. Pequeña Tortuga intentó entonces una paz honrosa, pero su lugarteniente Pie de Pavo fue derrotado y muerto por Anthony Wayne en Fallen Timbers en 1792. Esto les obligaría en 1795 a firmar el Tratado de Greenville, por el cual hubieron de ceder Ohio meridional y oriental.
Durante 1812, a pesar de la oposición de Pequeña Tortuga, ayudaron a Tecumseh hasta que fueron vencidos por Anthony Wayne en Mississimewa.
Entre 1790 y 1840 firmaron más de cincuenta tratados. Por el de 3 de agosto de 1795 los miamis y los weas tenían libertad de caza en las tierras cedidas a los Estados Unidos, y por el de 22 de julio de 1814 ayudaron a los EE. UU. contra los británicos. El 2 de octubre de 1818, los weas y los piankashaw firmaron otro por el cual se les garantizaba el disfrute pacífico de la tierra, pero en 1820 hubieron de vender las tierras de Illinois y marchar a Misuri, y en 1832 a Kansas. Por el de 1838 se retiraron a Kansas, excepto un grupo que permaneció en Richardville, Godfroy y Meshekumnoquah (Indiana), donde aún viven sus descendientes.
El 28 de noviembre de 1840 firmaron el Tratado de Forks of Wabash (Indiana), por el cual iban a Miami County (Kansas). Pero unos 300 fueron llevados a Morais des Cignes en 1843 en condiciones desastrosas.
Los miami cedieron o transfirieron la mayoría de Indiana en una serie de tratados antes y después de la guerra de 1812. Euroamericanos que se establecían perturbaron su modo de vida, llevando esto a una época de violencia. Los jefes Richardville y Lafontaine lideraron la resistencia a la expulsión de los miamis hasta 1846. Los jefes miamis negociaron la exención de la mitad de la tribu del Sendero de Lágrimas (Trail of Tears) y dieron refugio a muchos que fueron llevados de Kansas.
En 1867 los miamis, weas y piankashaw, junto con los peorias y otros, se trasladaron al Territorio Indio (Oklahoma) y fueron recolocados en Ottawa County, y el resto se fue a la Quapaw Agency en 1873, donde todavía viven. No tienen tierra tribal, pero sí privada, ya que la ley de 1887 (Allotment Act) les parceló las tierras. Además, una banda hostil marchó a California, donde unos 150 descendientes suyos viven en dos reservas. El 30 de octubre de 1931, la tribu de los miamis recibió una constitución tribal de manos del jefe Harley Palmer.

## Lista de miamis
- Pequeña Tortuga
- Jean Baptiste Richardville
- Francis Godfroy

## Enlaces
- Wikimedia Commons alberga una categoría multimedia sobre Miami.
- Página oficial de la Nación Miami